# Lycium vimineum
Lycium vimineum ist eine Pflanzenart aus der Gattung der Bocksdorne (Lycium) in der Familie der Nachtschattengewächse (Solanaceae).

## Beschreibung
Lycium vimineum ist ein aufrecht wachsender Strauch, der Wuchshöhen von 1 bis 4 m erreicht. Die Laubblätter sind unbehaart oder nur sehr fein flaumhaarig behaart. Sie werden 3 bis 50 mm lang und 1 bis 7 mm breit.
Die Blüten sind zwittrig und meist vierzählig, selten auch fünfzählig. Der Kelch ist becherförmig und unbehaart. Die Kelchröhre ist 1,8 bis 2,5 mm lang und mit 0,4 bis 1,5 mm langen Kelchlappen besetzt. Die Krone ist weiß gefärbt und trichterförmig. Die Kronröhre wird 5 bis 7 mm lang, die Kronlappen 2 bis 3 mm. Die Staubfäden sind an der Basis filzig behaart.
Die Frucht ist eine rote, kugelförmige Beere, die 4 bis 5 mm lang und breit wird. Je Fruchtblatt werden sieben bis zwölf Samen gebildet.

## Vorkommen
Die Art ist in Südamerika verbreitet und kommt dort in Argentinien und Uruguay vor.

## Systematik
Molekularbiologische Untersuchungen platzieren die Art zusammen mit Lycium californicum und Lycium nodosum in einer deutlich unterstützten Klade, Lycium californicum bildet eine Schwesterklade zu den beiden anderen Arten.

## Nachweise

### Hauptbelege
- J.S. Miller und R.A. Levin: Lycium vimineum. In: Project Lycieae